# Christopher Rydaeus
Sean Christopher Hedbom Rydaeus, född Rydaeus, 31 oktober 1996 i Norrköping, är en svensk politiker (moderat). Han var riksordförande för Moderat skolungdom från mars 2016 till mars 2017 och därmed även ledamot av Moderata Ungdomsförbundets förbundsstyrelse. Från augusti 2017 till januari 2018 var han distriktsordförande för Moderata Ungdomsförbundet i Örebro län och från mars 2018 till mars 2019 var han ledamot i Moderata Studenters riksstyrelse.
Rydaeus hade tidigare kommunpolitiska uppdrag i Norrköpings kommun, men bor numera i Örebro där han är politiskt aktiv. Rydaeus sitter idag i kommunfullmäktige och är ordförande för gymnasie- och arbetsmarknadsnämnden i Örebro kommun.